# Nordrhein-Westfalen-Stiftung Naturschutz, Heimat- und Kulturpflege
Die Nordrhein-Westfalen-Stiftung Naturschutz, Heimat- und Kulturpflege, kurz NRW-Stiftung, mit Sitz in Düsseldorf ist eine 1986 von der Landesregierung zum 40. Geburtstag des Bundeslandes NRW gegründete Stiftung privaten Rechts. Sie hilft gemeinnützigen Vereinen, Verbänden und ehrenamtlich arbeitenden Gruppen, die sich in NRW für den Naturschutz und die Heimat- und Kulturpflege einsetzen.

## Aufgabenbereiche laut Satzung

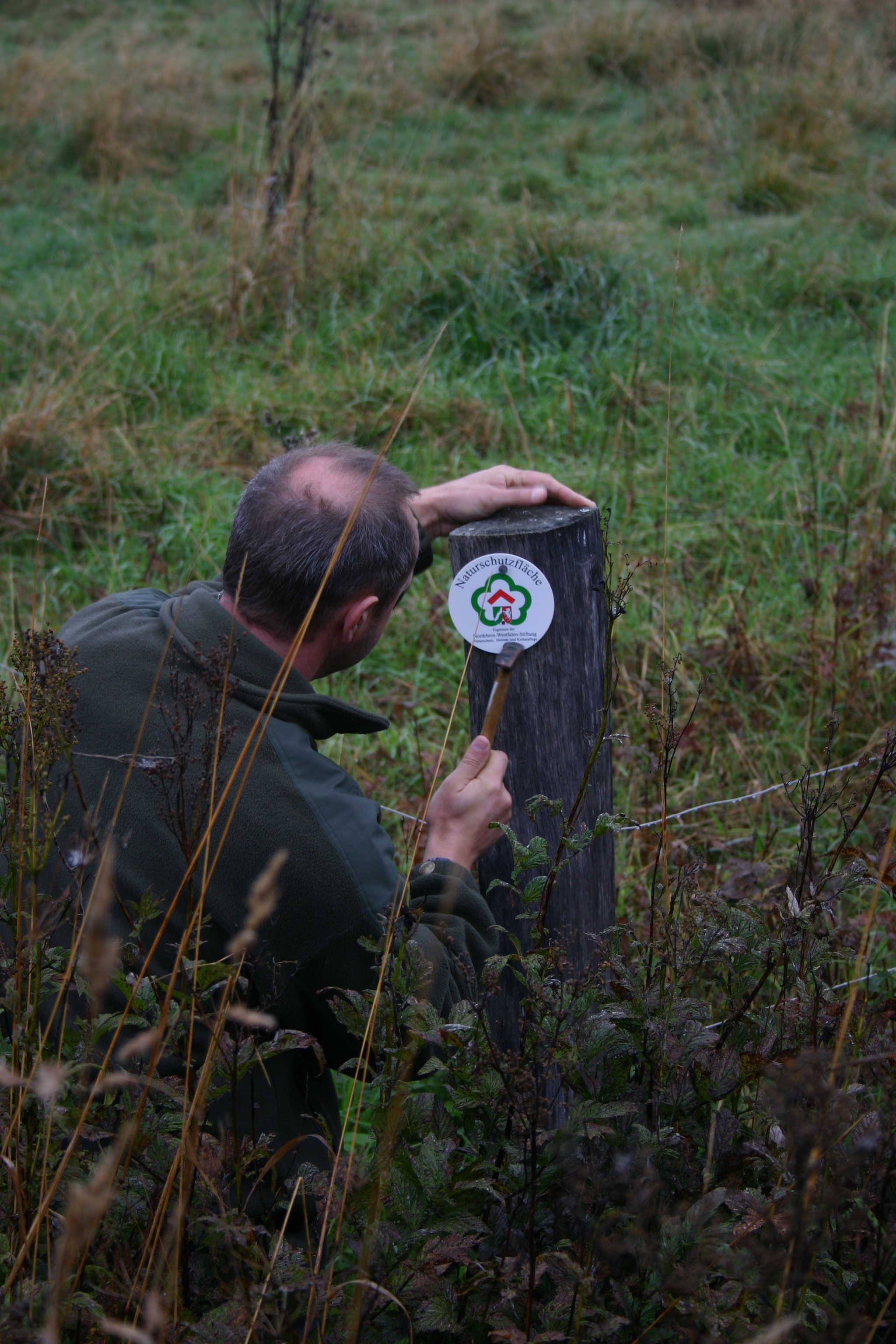
Anbringen eines Logos an Eigentumsflächen der Stiftung im Naturschutzgebiet Hillebachtal

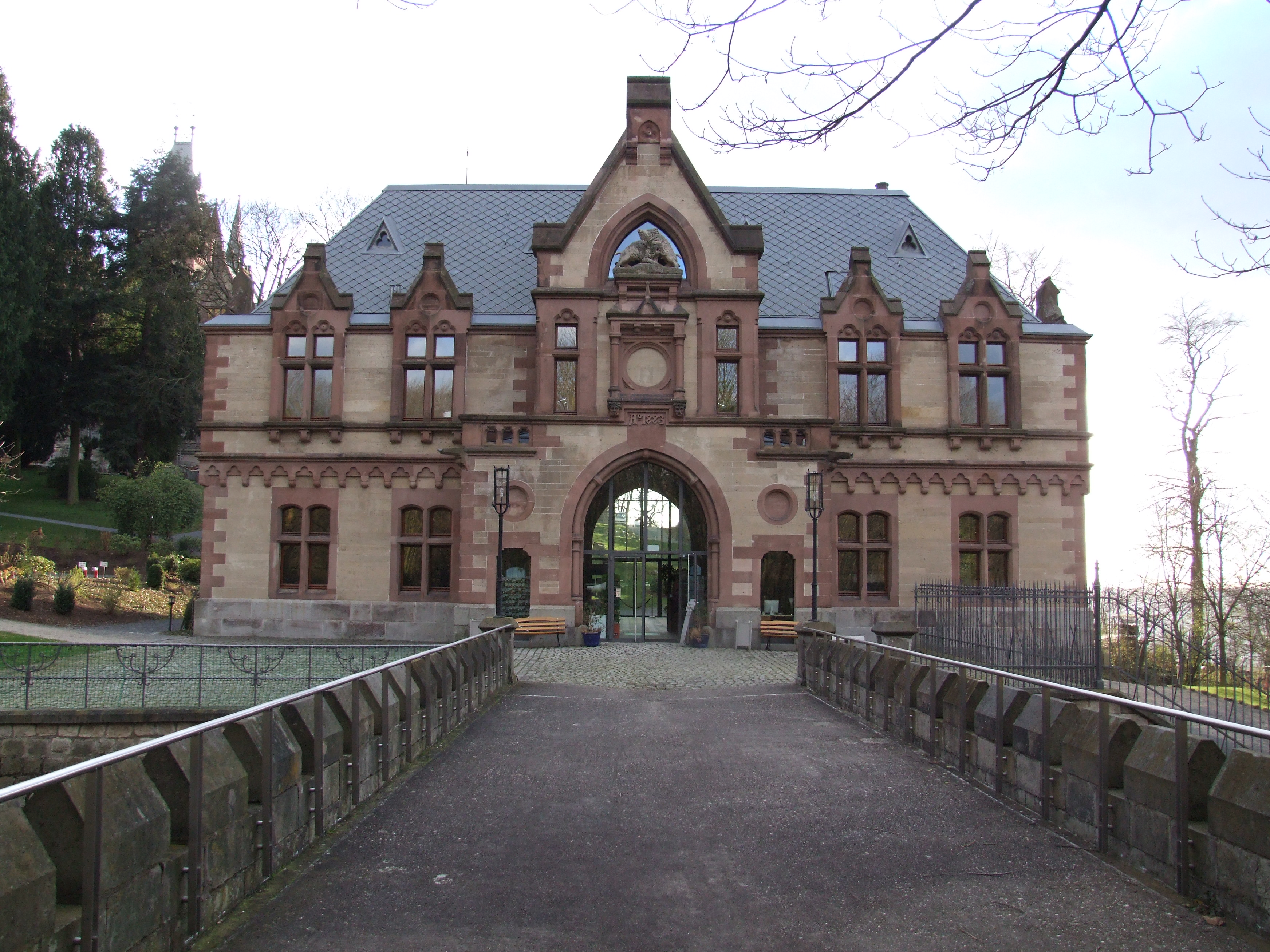
Vorburg von Schloss Drachenburg, ein Haus der NRW-Stiftung

Im Naturschutzbereich gibt es zwei Schwerpunkte: zum einen die Projektförderung. So unterstützt die NRW-Stiftung ehrenamtliche Einrichtungen finanziell bei verschiedenen Projekten mit Bezug zum Naturschutz. Das können kleine Förderungen mit wenigen hundert Euro, wie Publikationen oder Pflegemaßnahmen sein, aber auch Ausstellungen, Lehrpfade, Veranstaltungen, Umgestaltungen von Kita Außenanlagen, Landschaftspflege- und Artenschutzmaßnahmen, bis hin zu Großprojekten im hohen sechsstelligen Bereich. Der zweite Schwerpunkt ist der Erwerb schutzwürdiger Flächen, um zum Beispiel auf Dauer gefährdeten Tieren und Pflanzen einen geeigneten Lebensraum zu erhalten oder neu zu schaffen. Beispiele reichen von der Weser-Niederung im Kreis Minden-Lübbecke über die Lippe-Aue in den Kreisen Soest, Unna und Wesel bis zum Perlenbachtal in der Eifel. Seit Gründung konnte so über 7.000 ha Flächen für den Naturschutz gesichert werden.
In der Heimat- und Kulturpflege gibt es ein weit gespanntes Engagement für kleinere und mittlere Baudenkmäler mit kultur-, sozial- und wirtschaftsgeschichtlicher Bedeutung. Dazu gehören zum Beispiel denkmalgeschützte Mühlen, historische Hofanlagen oder Fördertürme ehemaliger Zechenanlagen, die als weithin sichtbare Wahrzeichen Geschichte anschaulich machen.
Des Weiteren unterstützt die Stiftung aber auch landesweit Institutionen wie das Museum der Deutschen Binnenschifffahrt in Duisburg, RELíGIO – Westfälisches Museum für religiöse Kultur in Telgte oder das Deutsche Glasmalerei-Museum im rheinischen Linnich. Die gegenwärtig größte Aufgabe dieser Art war der Erwerb, Erhalt und Ausbau von Schloss Drachenburg in Königswinter am Rhein.
In allen Themenfeldern arbeitet die Stiftung mit Vereinen, Verbänden und Organisationen zusammen, die ebenfalls im Sinne dieses Stiftungszweckes am gleichen Strang ziehen. Nebenbei begleitet die NRW-Stiftung treuhänderisch private Natur- und Kulturstiftungen, die unter ihrem Dach gegründet wurden. Im Jahre 2018 hat die NRW-Stiftung mehr als 100 Natur- und Kulturprojekte gefördert.
Darüber hinaus ist die NRW-Stiftung bei verschiedenen Preisen beteiligt und verleiht jedes Jahr selber den Engagementpreis NRW. Sie ist Ausrichterin des jährlichen Narzissenfestes in der Eifel und Mitausrichterin der NRW-Radtour mit jährlich meist über 1.000 Radfahrerinnen und Radfahrern. Seit Sommer 2022 gibt es auch einen eigenen Podcast, der die Arbeit der Stiftung und verschiedene Projekte vorstellt.

## Finanzierung und Strukturen
Finanzielle Grundlage der Stiftung sind neben dem Stiftungskapital überwiegend die Einkünfte aus Lotterieerträgen (Westdeutsche Lotterie) in NRW. Dazu kommen Zuweisungen des Landtags, Mitgliedsbeiträge und Spenden, mit denen die Mitglieder des Fördervereins der NRW-Stiftung die Ziele der Nordrhein-Westfalen-Stiftung unterstützen. Dieser Förderverein veranstaltet u. a. Besichtigungen und Exkursionen für seine Mitglieder.
Darüber hinaus haben die Mitglieder des Fördervereins ermäßigten oder sogar freien Eintritt in zahlreichen von der Stiftung unterstützten Projekten, und sie erhalten zweimal jährlich das Magazin Die NRW-Stiftung, das über die aktuellen Entwicklungen und die Projekte der NRW-Stiftung berichtet. Auch Kommunen, Städte und Firmen sind Mitglieder im Förderverein und unterstützen so die Arbeit.
Seit ihrer Gründung am 9. September 1986 konnte die NRW-Stiftung über 300 Millionen Euro Fördergelder auszahlen. Mit dieser Summe wurden landesweit mehr als 3.600 Projekte von ehrenamtlichen Vereinen und Gruppen im Naturschutz und in der Heimat- und Kulturpflege unterstützt (Stand: 2023).
Im Herbst 2017 löste der ehemalige Landesminister und ehemalige Landtagspräsident Eckhard Uhlenberg den ehemaligen Landesminister Harry Voigtsberger in seiner Funktion als Präsident der NRW-Stiftung ab. Uhlenberg war vorher bereits seit 2013 im Vorstand vertreten.
Neben dem Präsidenten besteht der ehrenamtliche Vorstand der Stiftung aus: Barbara Schock-Werner (ehemalige Dombaumeisterin zu Köln, im Vorstand seit 2005, seit 2017 als Vizepräsidentin), Karl Peter Brendel (Staatssekretär a. D., im Vorstand seit 2017), Karl-Heinz Erdmann (wissenschaftlicher Direktor a. D. im Bundesamt für Naturschutz, Honorarprofessor am Geographischen Institut der Universität Bonn, seit 2017 im Vorstand), Franz-Josef Lersch-Mense (Staatsminister a. D., seit 2017 im Vorstand) und Ute Röder (Verwaltungsvorständin Kreis Lippe, seit 2014 im Stiftungsvorstand). Ehrenpräsidenten sind neben Harry Voigtsberger der Bundesminister a. D. Jochen Borchert und der Staatsminister a. D. Franz-Josef Kniola.
Der Vorstand wird jeweils für fünf Jahre bestellt. Bei der letzten Neuaufstellung im Jahr 2022 wurde zum ersten Mal seit Gründung der Stiftung der komplette Vorstand bestätigt und hat somit eine zweite Amtszeit angetreten. Diese endet 2027.
Geleitet wird die Stiftung und der Förderverein durch ihren Geschäftsführer Stefan Ast. Er löste im April 2022 die langjährige Geschäftsführerin Martina Grote ab, die seit 1990 an der Spitze des Fördervereins und seit 2007 auch als Geschäftsführerin der Stiftung tätig war.
Neben der Leitung mit Stellvertretung und Assistenzen gliedert sich die NRW-Stiftung in fünf Abteilungen: neben den beiden Förderabteilungen mit den Schwerpunkten Naturschutz und Heimat- und Kulturpflege steuert die Abteilung „Zentrale Dienste“ die Finanzen, das Personal und den Dienstsitz in Düsseldorf. Die Liegenschaftsabteilung verwaltet die 7.335 ha Naturschutzflächen und 22 überwiegend denkmalgeschützten Gebäudeliegenschaften (Stand Ende 2022). Unterstützt wird sie dabei durch Vereine und Einrichtungen vor Ort, die in der Regel die Betreuung und die praktischen Tätigkeiten übernehmen. Abgerundet wird die Zusammensetzung der Stiftung durch die Abteilung „Kommunikation und Engagement“. Diese ist für die Öffentlichkeitsarbeit, Außendarstellung, Veranstaltungen, Spenden, Förderverein und ähnliches zuständig. Insgesamt werden 29 Personen beschäftigt (Stand Februar 2024).
Neben der Geschäftsstelle sind weitere Personen, meist ehrenamtlich für die Stiftung aktiv. Dies sind unter anderem die Regionalbotschafterinnen und -botschafter, welche für den Förderverein landesweit im Einsatz sind um die Inhalte der Stiftung zu vermitteln und repräsentative Aufgaben wahrzunehmen. Auch fünf Flächenakquisiteure unterstützen im Bereich Naturschutz bei der Beschaffung von Naturschutzflächen.
Höchstes Aufsichtsgremium der Stiftung ist der Stiftungsrat. Diesem gehören neben dem Vorsitz, gestellt durch den Ministerpräsidenten des Landes, und die Stellvertretungen, gestellt durch die Ministerinnen und Minister des Umwelt-, Heimat- und Kulturministeriums, verschiedene Amtsträgerinne und Amtsträger ans den Landschaftsverbänden, kommunalen Spitzenverbänden, der Denkmalpflege, den Naturschutz- und Heimatverbänden, aus der Wirtschaft, den Gewerkschaften, dem kulturellen Leben, der Kirche, den Landtagsfraktionen und weitere vom Stiftungsrat oder dem Land berufene Mitglieder an. Stand Februar 2024 waren somit 34 Personen in dem von der Landesregierung berufenen Gremium vertreten. Die Amtszeit des Stiftungsrates beträgt wie die des Vorstandes und der Geschäftsführung 5 Jahre.

## Britischer „National Trust“ als Vorbild

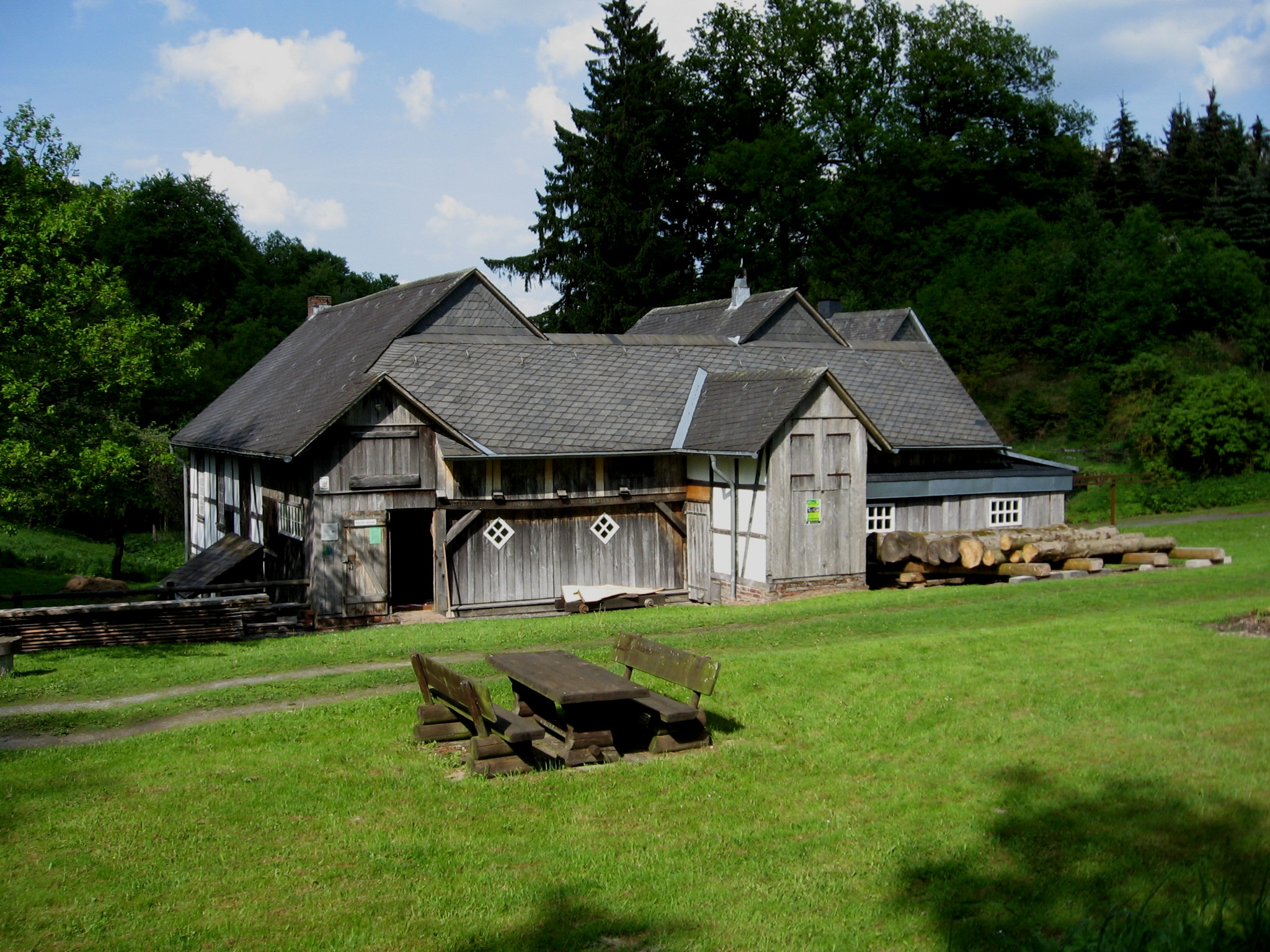
NRW-Stiftung gab Zuschüsse zur Renovierung der Sägemühle in Meschede-Remblinghausen

Charakteristisch für die Arbeit der NRW-Stiftung ist die thematische Verbindung von Natur und Kultur. Dies ist unter dem Dach einer Stiftung deutschlandweit nicht sehr verbreitet. Der ganzheitliche Ansatz, der seit Ende des 19. Jahrhunderts typisch für die Begründer der Heimatbewegung in Deutschland war, ist der bürgerschaftlich getragene Einsatz für Natur und Landschaft, für den Erhalt von Denkmälern und kultureller, regionaler Vielfalt.
Ausgeprägt findet sich dieser Ansatz beim britischen National Trust, der „zum Wohle der Nation die dauernde Erhaltung von Land und Gebäuden fördert, die sich durch besondere Schönheit oder historisches Interesse auszeichnen“ (Satzung). Dieser hat in der Gegenwart landesweit über 2 Millionen Mitglieder. Als Vorbild stand der National Trust bei der Gründung der NRW-Stiftung Pate.